# Turonempis
Turonempis – wymarły rodzaj owadów z rzędu muchówek i rodziny wujkowatych, obejmujący tylko jeden znany gatunek: Turonempis styx.
Rodzaj i gatunek opisane zostały w 1999 roku przez Davida A. Grimaldiego i Jeffreya M. Cumminga. Opisu dokonano na podstawie inkluzji, pochodzącej z turonu w kredzie. Odnaleziono ją w stanie New Jersey w USA.
Muchówka ta miała ciało długości 2,21 mm przy tułowiu szerokości 0,68 mm. Czułki zbudowane były z dużego trzonka, dużej i kroplokształtnej nóżki oraz trójczłonowej aristy, osadzonej wierzchołkowo. Umiarkowanej długości aparat gębowy zaopatrzony był w mięsiste labellum i spiczaste głaszczki. Obok szczecinek śródplecowych występowało 6 szczecinek środkowych grzbietu ustawionych w dwa rzędy. Szerokie skrzydła miały 1,86 mm długości, duże płaty analne i jasne pterostygmy u wierzchołków żyłek radialnych R1. Ponadto ich użyłkowanie charakteryzowało się zanikającą u wierzchołka żyłką subkostalną, żyłką kostalną zakończoną między wierzchołkiem żyłki radialnej R5 a szczytem żyłki medialne M1, szerokim rozwidleniem żyłki R4+5, dużą komórką dyskoidalną, nieco odgiętą przednią żyłką kubitalną oraz pierwszą żyłkę analną odchodzącą w pobliżu wierzchołka komórki posterokubitalnej.